# ريو سونو
ريو سونو بلدية في ولاية توكانتينس في المنطقة الشمالية من البرازيل.